# Briarwood, Kentucky
Briarwood är en ort i Jefferson County, Kentucky, USA. År 2000 hade orten 554 invånare. Den har enligt United States Census Bureau en area på 0,3 km², allt är land.